# Euphorbia sessilifolia
Euphorbia sessilifolia là một loài thực vật có hoa trong họ Đại kích. Loài này được Klotzsch ex Boiss. mô tả khoa học đầu tiên năm 1862.